# Hesselberghaus bei Wassertrüdingen
Hesselberghaus bei Wassertrüdingen ist ein Gemeindeteil der Gemeinde Ehingen im Landkreis Ansbach (Mittelfranken, Bayern). Hesselberghaus liegt in der Gemarkung Ehingen.

## Geografie
Das Hesselberghaus befindet sich auf dem Hesselberg und ist der höchstgelegene Ort im Landkreis Ansbach. Westlich davon befindet sich das Evangelische Bildungszentrum, östlich die Osterwiese, auf der jährlich zu Pfingsten der Bayerische Kirchentag abgehalten wird. Die Kreisstraße AN 48 führt an Berghaus vorbei nach Gerolfingen zur Staatsstraße 2218 (2,3 südwestlich).

## Geschichte
Das Hesselberghaus wurde auf dem Gebiet der Gemeinde Ehingen errichtet. Die erste bekannte kartografische Darstellung erfolgte 1938. In den Amtlichen Ortsverzeichnissen für Bayern wird Hesselberghaus b. Wassertrüdingen erstmals 1950 erwähnt. Das Hesselberghaus wird als Jugendhaus mit 35 Betten vom Evangelischen Bildungszentrum Hesselberg betrieben.

## Religion
Der Ort ist evangelisch-lutherisch geprägt und nach St. Jakobus der Ältere (Ehingen) gepfarrt. Die Einwohner römisch-katholischer Konfession waren ursprünglich nach Mariä Himmelfahrt (Hirschbrunn) gepfarrt, heute ist die Pfarrei Heilig Geist (Wassertrüdingen) zuständig.